# Gura Crăiești, Bacău
Gura Crăiești este un sat în comuna Motoșeni din județul Bacău, Moldova, România.